# Olu Oguibe
Olu Oguibe (1964) è un artista, critico d'arte e curatore nigeriano.
La sua pratica artistica comprende inoltre un intenso lavoro come storico e curatore.

## Biografia
Oluchkuwu Oguibe ha conseguito gran parte dei suoi titoli di studio in Gran Bretagna dove ha portato a termine un PhD in storia dell'arte presso la University of London sotto la supervisione di John Picton con una tesi su Uzo Egonu. Attualmente vive negli Stati Uniti e dirige l'Institute for African American Studies dell'università del Connecticut.
Nel 2017 ha vinto l'Arnold Bode Preis.

## Attività
Olu Oguibe è artista, poeta e un ricercatore e studioso. In particolare il suo lavoro di ricerca si focalizza sull'arte contemporanea africana.

### Opere
Ha esposto in alcune delle più note Kunsthalle Europee e Statunitensi tra cui: Whitney Museum of American Art; Whitechapel Gallery and the Barbican Center, London; Migros Museum, Zurich; the Irish Museum of Modern Art, and Bonnefantenmuseum, Maastricht, inoltre si possono citare Havana, Busan, Johannesburg biennials, recentemente ha partecipato alla Biennale di Venezia 2007.  Altri installazioni a carattere pubblico sono presenti nelle città tedesche, coreane e Giapponesi. Quando nel 2017 ha contribuito a Documenta 14, sui social network è scoppiato un acceso dibattito tra organizzatori, giornalisti e altri artisti su quanto si possa davvero separare pensiero politico e lavoro artistico. Le dichiarazioni di Oguibe sugli attacchi alla rivista satirica Charlie Hebdo e sulle azioni di Hamas in Israele hanno sollevato forti preoccupazioni sull'effettiva integrità morale dell'artista tra coloro che hanno partecipato alla discussione e tra coloro che hanno assistito a queste dichiarazioni.

### Esposizioni curate da Olu Oguibe
- 8 African Women Artists, Savannah Gallery of Modern African Art, 1993.
- Seen/Unseen. A cura di Olu Oguibe, Bluecoat Gallery, Liverpool (18/06-23/07/1994), all'interno di Africa 95.
- Cross-ing: Time, Space, Mouvement. A cura di Olu Oguibe, Okwui Enwezor, University of South Florida, Miami (04/09-18/10/1997); Track 16 Gallery, Santa Monica (28/02-24/04/1998); Indianapolis (07/08/1999).
- Authentic/Ex-Centric, Forum For African Arts, Ithaca (NY), 2001. A cura di Salah Hassan e Olu Oguibe, esposizione collateriale alla 49ª Biennale di Venezia (09/06-30/09/2001).

### Pubblicazioni
- A gathering fear: Poems, Kraft Books, 1992.
- Songs for Catalina, Savannah, 1994.
- Uzo Egonu: A African Artist in the West, Kala Press, London, 1995.
- in Africana, Sala 1, Roma & Adriano Parise Editore, Verona, 1996.
- Reading the Contemporary. African Art from Theory to the Marketplace, (a cura di) Olu Oguibe e Okwui Enwezor, Institute of International Visual Arts (inIVA) e MIT Press, London, 1999.
- The Culture Game, University of Minnesota Press, Minneapolis/London, 2003, pp. 364.
- El Anatsui: When I Last Wrote to You About Africa, con El Anatsui e Lisa Binder, Museum for African Art, 2010.
- God's Transistor Radio, Uhie, 2011.